# Thomas Feurer
Thomas Feurer (* 1953) ist ein Schweizer Politiker (GLP, früher Ökoliberale Bewegung Schaffhausen (ÖBS)).

## Biografie
Feurer hat eine Berufslehre als Elektroniker absolviert. Von 1992 bis 2008 war er Geschäftsführer einer Papeterie, die er von seinen Eltern übernommen hatte. Feurer ist verheiratet.
Feurer wurde 1992 in das Stadtparlament von Schaffhausen gewählt. Ab 1997 war er Mitglied des Schaffhauser Stadtrates. 2008 löste er Marcel Wenger als Stadtpräsidenten von Schaffhausen ab. Er sitzt im Stiftungsrat verschiedener Stiftungen.

Im Jahr 2014 wechselt Feurer von der ÖBS zur Grünliberalen Partei, die sich in Schaffhausen neu am Gründen war. Am 15. Mai 2014 kündigte Feurer überraschend seinen Rücktritt vom Amt des Stadtpräsidenten auf Ende Jahr an. Zu seinem Nachfolger wurde Peter Neukomm gewählt.